# Kehena
Kehena est une localité des États-Unis située dans le district de Puna, à Hawaï. Elle se trouve le long du littoral Pacifique, sur le flanc oriental du Kīlauea.

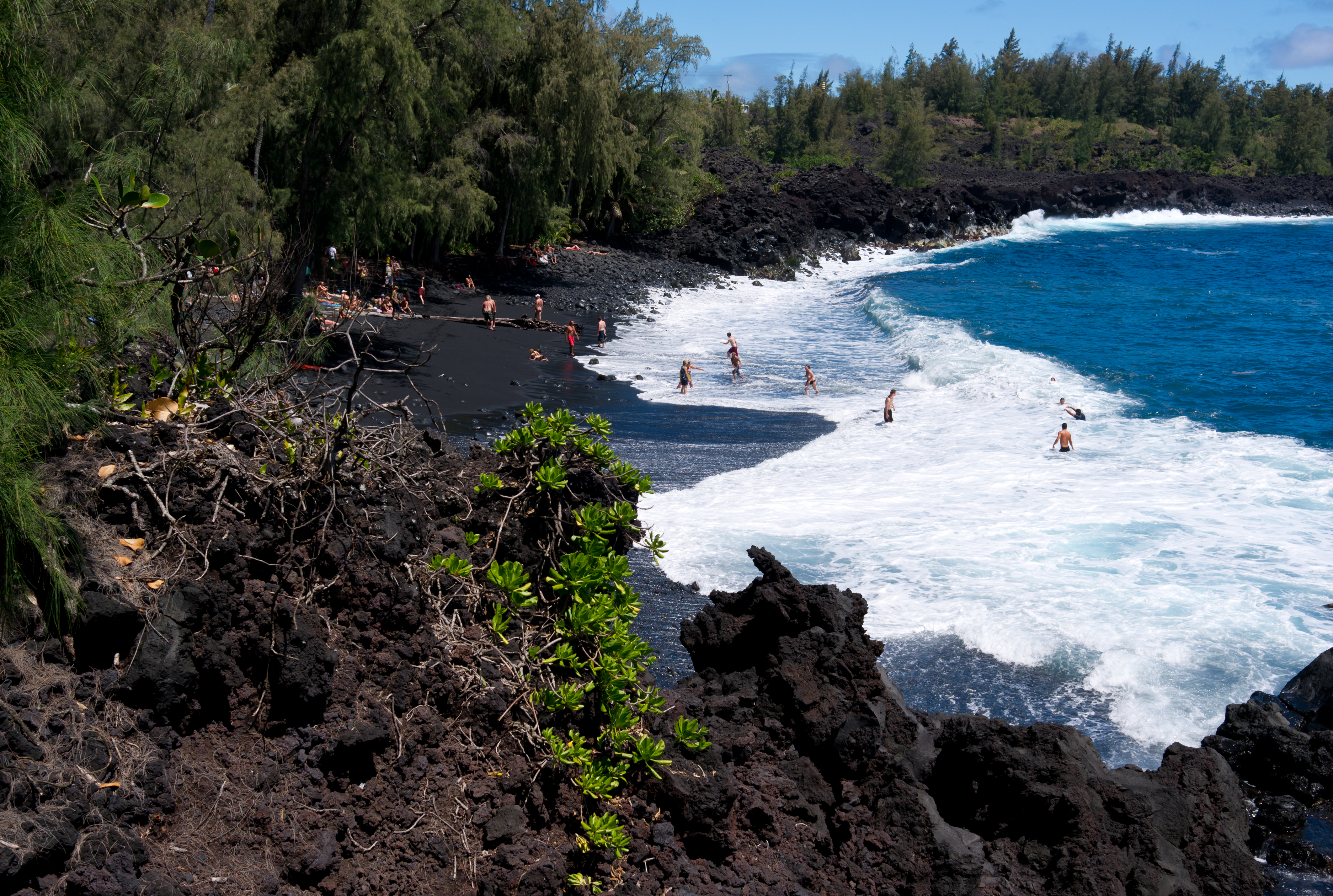
Plage de sable noir à Kehena.